# أوتسوكي فوميهيكو
أوتسوكي فوميهيكو Ōtsuki Fumihiko (ولد في أكتوبر 1847 –ومات في فبراير 1928) هو معجمي وعالم لغوي ومؤرخ ياباني.
اشتهر بوضعه معجما للغة اليابانية أسماه «غينكاي» Genkai (وتعني تلك الكلمة حرفيا بحر الكلمات)، ومعجم لاحق له هو دايغينكاي Daigenkai (أي البحرالأكبر من الكلمات). واشتهر كذلك بدراساته حول قواعد اللغة اليابانية.